# Lodie Voûte
Jan Lodewijk Voûte (Amsterdam, 16 augustus 1904 – Santiago de Chile, 24 oktober 1962) was een Nederlandse ondernemer, Engelandvaarder, diplomaat en ambassadeur.

## Familie
Lodie Voûte was het oudste van de zeven kinderen van Paul Antoine Voûte (1877-1946) en Pauline Hermine Elisabeth Pierson (1881-1965). Zijn vader was directeur van de N.V. Vereenigde Chemische Fabrieken in Utrecht. Zijn moeder was een dochter van Jan Lodewijk Pierson. Hij was een broer van de politicus mr. Jan Reinier Voûte en de verzetsstrijdster Hetty Voûte. De geslachten Voûte en Pierson zijn opgenomen in Nederland's Patriciaat.
In 1915 verhuisde het gezin naar Utrecht. In 1923 slaagde hij voor het eindexamen Bijzondere HBS met 5-jarige cursus aan de Plompetorengracht. Voûte is op 15 augustus 1929 in Londen getrouwd met Adriana Geertruida Esser (Baarn, 29 mei 1902 – Amsterdam, 19 februari 1975). Uit dit huwelijk werden geen kinderen geboren.

## Loopbaan
Toen de Tweede Wereldoorlog uitbrak was Lodie Voûte onderdirecteur van de kunstmeststoffabriek op het Kruiteiland in de Oude Maas.
In 1941 ontmoette hij via zijn schoonouders Carel Steensma, een piloot die bij hen ondergedoken was. Steensma vloog tijdens de meidagen van 1940 in een Fokker D.XXI en raakte bij de landing gewond. Hij had een beschadigde wervelkolom en enkele niet ernstige hoofdwonden. Hij ergerde zich aan de toezegging van de KLM om Duitse officieren te vervoeren en nam onmiddellijk ontslag. Hij kreeg toen de leiding over het puinruimen na het bombardement op Rotterdam, waarmee hij een jaar lang bezig was.
Hij begon informatie te verzamelen van hetgeen er in de haven van Rotterdam gebeurde. Eens per week kreeg hij daarover het laatste nieuws van zijn broer, die inspecteur bij Thompsons havenbedrijf was. Die informatie ging de eerste weken naar een verzetsgroep in Den Haag, maar die werd al gauw opgerold. Voor de zekerheid dook hij onder in Maartensdijk. Samen richtten zij een verzetskrant op. Het Bulletin wordt achteraf gezien als de eerste verzetskrant van Nederland. Ook verzamelden ze informatie over Duitse legereenheden, vliegvelden en transporten om niet met lege handen in Londen aan te komen. 

### Engelandvaart
Ten slotte namen de plannen om naar Engeland te gaan steeds vastere vormen aan. Ze hadden een grote groep bekenden verzameld die mee zouden gaan, onder meer Bob van der Stok en Hans Plesman. Ze vonden een sleepboot met de naam V-Pilot en wilden daarmee via het Spui naar Hellevoetsluis varen. De schipper had echter de oliekraan dichtgedraaid zodat de motor vast liep.
De tweede poging was in juni 1941. De groep bestond alleen uit Lodie Voûte, Carel Steensma en Boy Ruys de Perez. Via Steensma's broer in Rotterdam konden ze met de havenmeester contact opnemen en deze regelde een haveninspectieboot voor hen.  De avond voor hun vertrek werd echter de boot helemaal leeggeroofd, waardoor ook deze poging mislukte.
Voor de derde poging kochten ze een motorbootje bij de hotel Het Haagsche Schouw aan de Oude Rijn bij Voorschoten. De naam van de boot was nauwelijks uit te spreken: Hadzakailat, vrij vertaald: Dit is slechts een kleinigheid. De tank werd verdubbeld en Steensma verzamelde benzine in een grote mandfles. In de nacht van 1 op 2 september, rond middernacht, vertrok het stel. Bij de brug bij Spijkenisse, die normaal na 12 uur niet meer bewaakt werd, gingen ineens alle zoeklichten aan en er werd meteen op hun geschoten. Ze waren niet verraden, maar er was een Britse Blenheim neergestort en de bemanning werd gezocht. Voûte was niet geraakt, maar Steensma's bovenbeen was verbrijzeld en Ruys de Perez had wat vleeswonden. Ze voeren door. Bij Hellevoetsluis werden ze door Duitse radar ontdekt, maar de Duitsers schoten mis. Ze kwamen op open zee en dachten dat ze veilig waren. Helaas begaf toe de motor het. Toen de Duitsers hen kwamen ophalen, gingen Voûte en Ruys de Perez bij hen aan boord, Steensma met zijn kapotte been bleef in het bootje en werd op sleeptouw genomen. Ruys de Perez werd naar het Oranjehotel gebracht en werd op 15 augustus 1942 gefusilleerd, Voûte werd naar een Duitse strafgevangenis gebracht en Steensma naar een hospitaal in Amsterdam.

### Diplomaat
Voûte was na de Tweede Wereldoorlog als diplomaat werkzaam in achtereenvolgens Madrid, Rio de Janeiro, São Paulo, Den Haag en Santiago. Van 1960-1962 was hij ambassadeur in Chili. Hij stierf op 24 oktober 1962 aan de gevolgen van een hartverlamming. Hij werd op 5 november 1962 begraven op de Algemene Begraafplaats in Noordwijk.